# Stylosomus rugithorax
Stylosomus rugithorax is een keversoort uit de familie bladkevers (Chrysomelidae). De wetenschappelijke naam van de soort werd in 1877 gepubliceerd door Abeille.